# Йота Кассиопеи
Йота Кассиопеи (ι Кассиопеи, Iota Cassiopeiae, сокращ. Iota Cas, ι Cas) — звезда в северном созвездии Кассиопея. Звезда имеет видимую звёздную величину 4.53m, и, согласно шкале Бортля, видна невооружённым глазом даже на городском небе (англ. City sky). Радиальная гелиоцентрическая скорость звезды равна +1 км/с и это значит, что звезда удаляется от Солнца.
Из измерений параллакса, полученных во время миссии Hipparcos, известно, что звезда удалена примерно на 133 ± 4 св. лет (41 ± 1 пк). Звезда наблюдается севернее 23° ю. ш., то есть севернее Рио-де-Жанейро (22,5° ю. ш.) и Йоханнесбурга (26,1° ю. ш.). Лучшее время наблюдения — август.

## Свойства системы Йота Кассиопеи
Йота Кассиопеи представляет собой пятикратную звёздную систему. Йота Кассиопеи имеет возраст 100 млн. лет, а это значит что она ещё очень молодая и планетная система, которая пока у звезды не обнаружена, ещё только формируется. Звезда Йота Кассиопеи A находится всего в 2,7 угловых секундах от звезды 7-й величины (+6,9m) Йота Кассиопеи B, а также её отделяют 7,4 угловые секунды от звезды девятой величины (+8,7m) Йота Кассиопеи C (оба карлики). В то время как звёзды A и B белые и довольно бесцветные, звезда C светится оранжевым цветом.

### Йота Кассиопеи A
Самый яркий компонент системы Йота Кассиопеи A содержит звезду главной последовательности спектрального типа knA2h(eA)VSr((Eu)) (это означает, что её атмосфера химически-пекулярная — в спектрах присутствуют аномально усиленные линии кремния, стронция, хрома и редкоземельных элементов), белого цвета со средней видимой величиной +4,61m. Однако, на самом деле Йота Кассиопеи A является двойной звёздной системой. Сами звёзды были разрешены с помощью адаптивной оптики и обозначены Aa и Ab (хотя иногда встречаются обозначения как A и Aa соответственно). Период обращения системы составляет около 50 лет (период обращения Сатурна — 29,5 лет, период обращения Урана — 84 лет). Звёзды лежат на среднем расстоянии 18 а.е. друг от друга (среднее расстояние от Урана до Солнца 19 а.е.). Большая полуось орбиты системы равна 0.429", эксцентриситет орбиты довольно высокий — 0.64, при таком эксцентриситете существование планет в системе, даже на внутренних орбитах крайне затруднено. Наклонение орбиты в системе также довольно интересное — 149,0++1,7
−−1,6°, то есть для наблюдателя с Земли движение звезды по орбите будет ретроградное. Также у орбиты вычисденны следующие параметры: долгота восходящего узла Ω) — 180,0++2,7
−−2,8°, эпоха периастра (T) — 1993,24 ± 0,08 и аргумент перицентра (ω), который равен 331,3++2,6
−−2,7°.

#### Йота Кассиопеи Aa
Компонент Йота Кассиопеи Aa классифицируется как переменная звезда типа α2 Гончих Псов, яркость системы изменяется от +4,45m до +4,53m с периодом 1,74 дня (что совпадает с периодом вращения звезды) из-за её аномального магнитного поля. Спектральный класс Йота Кассиопеи Aa — A3p, что означает, что она значительно тяжелее (1,99 {\displaystyle M_{\bigodot }}), больше (2,3 {\displaystyle R_{\bigodot }}) и значительно ярче нашего Солнца (24 {\displaystyle L_{\bigodot }}). Звезда излучает энергию со своей внешней атмосферы при эффективной температуре около 8 360 К, что придаёт ей белый оттенок звёзды главной последовательности спектрального класса A.
Вращаясь с экваториальной скоростью 48 км/с (то есть со скоростью практически в 24 раза больше солнечной), этой звезде требуется порядка 1,7 дня, чтобы совершить полный оборот.

#### Йота Кассиопеи Ab
Более слабый спутник в этой двойной системе Йота Кассиопеи Ab — имеет видимую звёздную величину +8.48m. Спектральный класс Йота Кассиопеи Ab — G6, и это означает, что звезда на 31 % легче Солнца (0,69 {\displaystyle M_{\bigodot }}).

### Йота Кассиопеи B
Вторым компонентом системы Йота Кассиопеи является Йота Кассиопеи B. Его видимая звёздная величина +6,87m. Спектральный класс звезды — F5, что означает, что звезда несколько тяжелее нашего Солнца (1,4 {\displaystyle M_{\bigodot }}). Звезда излучает энергию со своей внешней атмосферы при эффективной температуре около 6 540 К, что придаёт ей жёлто-белым оттенок звёзды главной последовательности спектрального класса F.
Звезда вращается вокруг Йота Кассиопеи A с периодом обращения 620 лет (период обращения Плутона — 250 лет). Большая полуось орбиты системы видна под углом 2,88". Эксцентриситет орбиты очень большой — 0.75. Наклонение орбиты в системе также довольно интересное — 115°, то есть для наблюдателя с Земли движение этого компонента также будет ретроградным. Также у орбиты вычислены следующие параметры: долгота восходящего узла Ω) — 0,8°, эпоха периастра (T) — 1640 и аргумент перицентра (ω), который равен 283°.

### Йота Кассиопеи C
|  |  |  |  |        |  |                      |  | Aa                   |  |  |  |  |  |  |  |
|  |  |  |  |        |  |                      |  |                      |  |  |  |  |  |  |  |
|  |  |  |  |        |  |                      |  | T =50 лет a = 0.429″ |  |  |  |  |  |  |  |
|  |  |  |  |        |  |                      |  |                      |  |  |  |  |  |  |  |
|  |  |  |  |        |  |                      |  | Ab                   |  |  |  |  |  |  |  |
|  |  |  |  |        |  |                      |  |                      |  |  |  |  |  |  |  |
|  |  |  |  |        |  | T = 620 лет a =2,88″ |  |                      |  |  |  |  |  |  |  |
|  |  |  |  |        |  | B                    |  |                      |  |  |  |  |  |  |  |
|  |  |  |  |        |  |                      |  |                      |  |  |  |  |  |  |  |
|  |  |  |  | a = 7″ |  |                      |  |                      |  |  |  |  |  |  |  |
|  |  |  |  | Ca     |  |                      |  |                      |  |  |  |  |  |  |  |
|  |  |  |  |        |  |                      |  |                      |  |  |  |  |  |  |  |
|  |  |  |  |        |  |                      |  |                      |  |  |  |  |  |  |  |
|  |  |  |  |        |  |                      |  |                      |  |  |  |  |  |  |  |
|  |  |  |  | Cb     |  |                      |  |                      |  |  |  |  |  |  |  |
|  |  |  |  |        |  |                      |  |                      |  |  |  |  |  |  |  |

Йота Кассиопеи C является ещё одной двойной звездой, также как и Йота Кассиопеи A, которая вращается на угловом расстоянии 7„ от компонентов системы A-B. Она состоит из двух звёзд: оранжевого карлика и красного карлика.

#### Йота Кассиопеи Ca
Более яркий спутник в этой двойной системе Йота Кассиопеи Ca — имеет видимую звёздную величину +9.14m. Спектральный класс Йота Кассиопеи Ca — K4. Звезда излучает энергию со своей внешней атмосферы при эффективной температуре около 4 520 К, что придаёт ей характерный оранжевый оттенок.

#### Йота Кассиопеи Cb
Более тусклый спутник в этой двойной системе Йота Кассиопеи Cb — имеет видимую звёздную величину +11.84m. Спектральный класс Йота Кассиопеи Ca — M2. Звезда излучает энергию со своей внешней атмосферы при эффективной температуре около 3 590 К, что придаёт ей характерный красноватый оттенок.

## История изучения кратности звезды
Кратность Йота Кассиопеи была открыта в В. Я. Струве в 1829 году (AB, AС). О том же, что компонент A сам является двойной звездой, стало известно в 80-х годах XX века. В таблицу также внесён компонент BC, поскольку долго никто не знал, какая звезда является в системе наиболее массивной и кто вокруг кого вращается.
Согласно Вашингтонскому каталогу визуально-двойных звёзд, параметры этих компонентов приведены в таблице:
| Компонент | Год  | Количество измерений | Позиционный угол | Угловое расстояние | Видимая звёздная величина 1 компонента | Видимая звёздная величина 2 компонента |
| AB        | 1982 | 5                    | 354°             | 0.5“               | 4.7m                                   | —                                      |
| AB        | 1989 | 5                    | 309°             | 0.3»               | 4.7m                                   | —                                      |
| Aa-B      | 1829 | много                | 277°             | 1.9"               | 4.7m                                   | 7.6m                                   |
| Aa-B      | 1983 | много                | 237°             | 2.6"               | 4.7m                                   | 7.6m                                   |
| Aa-C      | 1829 | много                | 107°             | 7.6"               | 4.6m                                   | 8.4m                                   |
| Aa-C      | 1985 | много                | 115°             | 7.1"               | 4.6m                                   | 8.4m                                   |
| BC        | 1900 | 10                   | 102°             | 9.4"               | 7.6                                    | 8.6                                    |
| CD        | 1880 | 3                    | 57°              | 205.7"             | 8.6m                                   | —                                      |
| CD        | 1956 | 3                    | 58°              | 207.2"             | 8.6m                                   | —                                      |

Объединяя все данные, можно с достаточной ой долей уверенности говорить о том, что компонент Аb вращается вокруг Йота Кассиопеи Аа, в то время как компонент В, может просто двигаться по прямой линии и, возможно, он вообще не является частью системы Йота Кассиопеи.
Также у звезды подозревалось наличие ещё одного спутника CD на расстоянии 207.2 секунд дуги, однако, измерения его движения показывают, что он движется очень быстро, и, скорее всего, визуальный спутник не имеет гравитационной связи с Йота Кассиопеи, то есть звезда просто находится на линии прямой видимости.